# Salyan (distrito do Nepal)
Salyan é um distrito da zona de Rapti, no Nepal.